# Ordine al Merito dello Stato del Qatar
L’Ordine al Merito dello Stato del Qatar è un'onorificenza del Qatar.

## Storia
L'onorificenza venne fondata nel 1978.
Esso viene conferito agli eredi apparenti, vice presidenti e primi ministri di altri stati.

## Insegne
- Il nastro è viola con tre strisce bianche.